# Mine d'Osborne
 (mars 2025).
La mine d'Osborne est une mine à ciel ouvert et souterraine de cuivre et d'or située au Queensland en Australie.